# 第12回アカデミー賞
第12回アカデミー賞（だい12かいアカデミーしょう）は、1939年の映画を対象としており、授賞式は1940年2月29日にアメリカ合衆国カリフォルニア州ロサンゼルスのアンバサダーホテルで行われた。司会はボブ・ホープが務めた。
『風と共に去りぬ』が最多13候補となり、結果、8つの賞を獲得した。
今回より新たに特殊効果賞が新設された。

## 受賞とノミネート一覧
太文字のものが受賞である。
| 作品賞 | 監督賞 |
| --- | --- |
| - 『風と共に去りぬ』 - 『愛の勝利』 - 『チップス先生さようなら』 - 『邂逅』 - 『スミス都へ行く』 - 『ニノチカ』 - 『廿日鼠と人間』 - 『駅馬車』 - 『オズの魔法使』 - 『嵐が丘』 | - ヴィクター・フレミング – 『風と共に去りぬ』 - フランク・キャプラ – 『スミス都へ行く』 - ジョン・フォード – 『駅馬車』 - サム・ウッド – 『チップス先生さようなら』 - ウィリアム・ワイラー – 『嵐が丘』 |
| 主演男優賞 | 主演女優賞 |
| - ロバート・ドーナット – 『チップス先生さようなら』 - クラーク・ゲーブル – 『風と共に去りぬ』 - ローレンス・オリヴィエ – 『嵐が丘』 - ミッキー・ルーニー – 『青春一座』 - ジェームズ・ステュアート – 『スミス都へ行く』 | - ヴィヴィアン・リー – 『風と共に去りぬ』 - ベティ・デイヴィス – 『愛の勝利』 - アイリーン・ダン – 『邂逅』 - グレタ・ガルボ – 『ニノチカ』 - グリア・ガースン – 『チップス先生さようなら』 |
| 助演男優賞 | 助演女優賞 |
| - トーマス・ミッチェル – 『駅馬車』 - ブライアン・エイハーン – 『革命児ファレス』 - ハリー・ケリー – 『スミス都へ行く』 - ブライアン・ドンレヴィ – 『ボー・ジェスト』 - クロード・レインズ – 『スミス都へ行く』 | - ハティ・マクダニエル – 『風と共に去りぬ』 - オリヴィア・デ・ハヴィランド – 『風と共に去りぬ』 - ジェラルディン・フィッツジェラルド – 『嵐が丘』 - エドナ・メイ・オリヴァー – 『モホークの太鼓』 - マリア・オースペンスカヤ – 『邂逅』 |
| 原案賞 | 脚色賞 |
| - 『スミス都へ行く』 – ルイス・R・フォスター - 『邂逅』 – ミルドレッド・クラム、レオ・マッケリー - 『ママは独身』 – フェリックス・ジャクソン - 『ニノチカ』 – レンジェル・メニヘールト - 『若き日のリンカン』 – ラマー・トロッティ | - 『風と共に去りぬ』 – シドニー・ハワード（死後の受賞） - 『ニノチカ』 – チャールズ・ブラケット、ウォルター・ライシュ、ビリー・ワイルダー - 『スミス都へ行く』 – シドニー・バックマン - 『嵐が丘』 – ベン・ヘクト、チャールズ・マッカーサー - 『チップス先生さようなら』 – エリック・マスクウィッツ、ロバート・C・シェリフ、クローディン・ウェスト |
| 短編実写映画賞（一巻） | 短編実写映画賞（二巻） |
| - Busy Little Bears – パラマウント映画 - Information Please – RKO - Prophet Without Honor – メトロ・ゴールドウィン・メイヤー - Sword Fishing – ワーナー・ブラザース | - Sons of Liberty – ワーナー・ブラザース - Drunk Driving – メトロ・ゴールドウィン・メイヤー - Five Times Five – RKO |
| 短編アニメ賞 | 音楽賞 |
| - みにくいあひるの子 – ウォルト・ディズニー・カンパニー、RKO - Detouring America – ワーナー・ブラザース - 『動物たちの国づくり』 – メトロ・ゴールドウィン・メイヤー - The Pointer – ウォルト・ディズニー・カンパニー、RKO | - 『駅馬車』 – リチャード・ヘイグマン、W・フランク・ハーリング、ジョン・レイポルド、レオ・シューケン - 『オペレッタの王様』 – フィル・ボーティジュ、アーサー・ラング - 『廿日鼠と人間』 – アーロン・コープランド - 『青春一座』 – ロジャー・イーデンス、ジョージ・ストール - She Married a Cop – サイ・フューアー - 『別離』 – ルー・フォーブス - 『女王エリザベス』 – エーリヒ・ヴォルフガング・コルンゴルト - 『ノートルダムの傴僂男』 – アルフレッド・ニューマン - 『かれらに音楽を』 – アルフレッド・ニューマン - 『銀の靴』 – チャールズ・プレヴィン - 『懐しのスワニー』 – ルイス・シルヴァース - 『スミス都へ行く』 – ディミトリ・ティオムキン - Way Down South – ヴィクター・ヤング |
| 作曲賞 | 歌曲賞 |
| - 『オズの魔法使』 – ハーバート・ストサート - Nurse Edith Cavell – アンソニー・コリンズ - 『廿日鼠と人間』 – Aaron Copland - The Man in the Iron Mask – ラド・グラスキン、ルシアン・モラウェック - 『永遠に貴方を』 – ウェルナー・ジャンセン - 『雨ぞ降る』 – アルフレッド・ニューマン - 『嵐が丘』 – アルフレッド・ニューマン - 『愛の勝利』 – マックス・スタイナー - 『風と共に去りぬ』 – マックス・スタイナー - 『ゴールデン・ボーイ』 – ヴィクター・ヤング - 『ガリヴァー旅行記』 – ヴィクター・ヤング - Man of Conquest – ヴィクター・ヤング                                                                                           | - 「虹の彼方に」 （『オズの魔法使』） – ハロルド・アーレン（作曲）、E・Y・ハーバーグ（作詞） - "Faithful Forever" （『ガリヴァー旅行記』） – ラルフ・レインジャー（作曲）、レオ・ロビン（作詞） - "I Poured My Heart Into a Song" （Second Fiddle） – アーヴィング・バーリン（作曲・作詞） - "Wishing" （『邂逅』） – バディ・デ・シルヴァ（作曲・作詞） |
| 録音賞 | 美術監督賞 |
| - 『最後の抱擁』 – ユニバーサル・スタジオ・サウンド部 - 『スミス都へ行く』 – コロンビア・スタジオ・サウンド部 - 『チップス先生さようなら』 – ダンハム・スタジオ・サウンド部 - 『廿日鼠と人間』 – ハル・ローチ・スタジオ・サウンド部 - Balalaika – MGMサウンド部 - 『オペレッタの王様』 – パラマウント・スタジオ・サウンド部 - Man of Conquest – リパブリック・ピクチャーズ・サウンド部 - 『ノートルダムの傴僂男』 – RKOラジオ・スタジオ・サウンド部 - 『風と共に去りぬ』 – サミュエル・ゴールドウィン・スタジオ・サウンド部 - 『雨ぞ降る』 – 20世紀フォックス・スタジオ・サウンド部 - 『女王エリザベス』 – ワーナー・ブラザース・サウンド部 | - 『風と共に去りぬ』 – ライル・ウィーラー - 『スミス都へ行く』 – ライオネル・バンクス - 『嵐が丘』 – ジェームズ・バセヴィ - 『雨ぞ降る』 – ウィリアムズ・S・ダーリン、ジョージ・ダッドリー - 『ボー・ジェスト』 – ハンス・ドライアー、ロバート・オデル - 『オズの魔法使』 – セドリック・ギボンズ、ウィリアム・A・ホーニング - 『女王エリザベス』 – アントン・グロット - Captain Fury – チャールズ・D・ホール - Man of Conquest – ジョン・ヴィクター・マッケイ - 『銀の靴』 – ジャック・オターソン、マーチン・オブジナ - 『邂逅』 – ヴァン・ネスト・ポルグレス、アル・ハーマン - 『駅馬車』 – アレクサンダー・トルボフ                                                                       |
| 撮影賞（白黒作品） | 撮影賞（カラー作品） |
| - 『嵐が丘』 – グレッグ・トーランド - 『ガンガ・ディン』 - ジョセフ・H・オーガスト - Lady of the Tropics – ノーバート・ブロダイン - 『革命児ファレス』 - トニー・ゴーディオ - 『駅馬車』 – バート・グレノン - 『雨ぞ降る』 – アーサー・C・ミラー - 『オペレッタの王様』 – ヴィクター・ミルナー - 『別離』 – グレッグ・トーランド - 『銀の靴』 - ジョセフ・ヴァレンタイン - 『コンドル』 – ジョセフ・ウォーカー | - 『風と共に去りぬ』 – アーネスト・ホーラー、レイ・レナハン - 『四枚の羽根』 - ジョージ・ペリナル、オスモンド・H・ボーラディル - 『女王エリザベス』 - ソル・ポリト、W・ハワード・グリーン - 『モホークの太鼓』 – バート・グレノン、レイ・レナハン - 『オズの魔法使』 – ハロルド・ロッソン - The Mikado – ウィリアム・V・スコール、バーナード・ノールズ |
| 編集賞 | 特殊効果賞 |
| - 『風と共に去りぬ』 – ハル・C・カーン、ジェームズ・E・ニューカム - 『チップス先生さようなら』 - チャールズ・フレンド - 『スミス都へ行く』 - アル・クラーク、ジーン・ハヴリック - 『駅馬車』 - オソー・ラヴァリング、ドロシー・スペンサー - 『雨ぞ降る』 - バーバラ・マクリーン | - 『雨ぞ降る』 – E・H・ハンセン、フレッド・サーセン - 『風と共に去りぬ』 – ジョン・R・コスグローヴ、フレッド・アルビン、アーサージョンズ - 『コンドル』 – ロイ・デヴィッドソン、エドウィン・C・ハーン - 『大平原』 – ファーシオット・エドアート、ゴードン・ジェニングス、ローレン・ライダー - 『オズの魔法使』 – A・アーノルド・ガレスピー、ダグラス・シアラー - 『女王エリザベス』 – バイロン・ハスキン、ネイサン・レヴィンソン - Topper Takes a Trip – ロイ・シーライト |

### アカデミー特別賞
- ダグラス・フェアバンクス
- 映画救済基金
- ウィリアム・キャメロン・メンジース
- テクニカラー社

### アービング・G・タルバーグ賞
- デヴィッド・O・セルズニック

### アカデミー・ジュブナイル賞
- ジュディ・ガーランド - 『オズの魔法使』

### 統計
複数ノミネート:
- 13ノミネート: 『風と共に去りぬ』
- 11ノミネート: 『スミス都へ行く』
- 8ノミネート: 『嵐ケ丘』
- 7ノミネート: 『チップス先生さようなら』、『駅馬車』
- 6ノミネート: 『邂逅』、『雨ぞ降る』、『オズの魔法使』
- 5ノミネート: 『女王エリザベス』
- 4ノミネート: 『ニノチカ』、『廿日鼠と人間』
- 3ノミネート: 『愛の勝利』、『銀の靴』、『オペレッタの王様』、Man of Conquest
- 2ノミネート: 『青春一座』、『ボー・ジェスト』、『モホークの太鼓』、『ガリヴァー旅行記』、『ノートルダムの傴僂男』、『別離』、『革命児ファレス』、『コンドル』

複数受賞:
- 8受賞: 『風と共に去りぬ』
- 2受賞: 『駅馬車』、『オズの魔法使』

## プレゼンター
| 名前                               | 担当部門                                                                                   |
| ---------------------------------- | ------------------------------------------------------------------------------------------ |
| ダリル・F・ザナック                | 科学技術賞 編集賞 録音賞 撮影賞 美術監督賞 特殊効果賞                                      |
| ジーン・バック                     | 音楽賞                                                                                     |
| ボブ・ホープ                       | 短編作品賞                                                                                 |
| ミッキー・ルーニー                 | ジュディ・ガーランドへのジュブナイル賞                                                     |
| マーヴィン・ルロイ                 | 監督賞                                                                                     |
| シンクレア・ルイス                 | 脚本賞                                                                                     |
| Y・フランク・フリーマン            | 作品賞                                                                                     |
| バシル・オコンナー                 | ジーン・ハーショルト、ラルフ・モーガン、ラルフ・ブロック、コンラッド・ネイジェルへの特別賞 |
| アーネスト・マーティン・ホプキンズ | アービング・G・タルバーグ賞                                                                |
| ウォルター・ウェンジャー           | ダグラス・フェアバンクスへの記念賞                                                         |
| フェイ・ベインター                 | 助演男優賞 助演女優賞                                                                      |
| スペンサー・トレイシー             | 主演男優賞 主演女優賞                                                                      |